# ترئوگان
ترئوگان (به فرانسوی: Tréogan) یک کمون در فرانسه است که در Canton of Maël-Carhaix واقع شده‌است.

## خصوصیات
ترئوگان ۷٫۱۰ کیلومترمربع مساحت و ۱۰۰ نفر جمعیت دارد.